# Claus Bergen

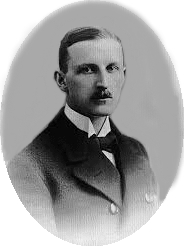
Claus Bergen

Claus Friedrich Bergen (* 18. April 1885 in Stuttgart; † 4. Oktober 1964 in Lenggries, Oberbayern) war ein deutscher Landschafts- und Marinemaler und Karl-May-Illustrator.

## Leben

### Kindheit und Jugend mit der Kunst
Bergen wurde 1885 in Stuttgart als erster Sohn von Fritz Bergen geboren, einem in der Kaiserzeit populären Maler und Illustrator, der ursprünglich aus Dessau stammte. Die Mutter, Magdalena geb. Raab, war eine Tochter des Posthalters Alois Raab aus Inning am Ammersee. Sein Bruder war der spätere Wehrmachtsgeneral Hans Bergen. Claus Bergen wuchs in München auf, besuchte das Maximiliangymnasium und begann in München auch seine künstlerische Ausbildung zunächst als Privatschüler der Tier- und Landschaftsmaler Moritz Weinhold, Otto Strützel (1904), Peter Paul Müller (1905) und Hans von Bartels. Im April 1904 schrieb er sich zusätzlich in der Malklasse von Professor Carl von Marr an der Akademie der Bildenden Künste München ein. Wenig bekannt sind seine rund 450 Illustrationen für Karl Mays Illustrierte Reiseerzählungen, die ab Dezember 1907 und bis 1912 im Freiburger Verlag Fehsenfeld erschienen. Seit 1908 stellte er in München überwiegend Landschaftsgemälde aus, die von Motiv und Bildtitel her auf Reisen und Aufenthalte im In- und Ausland verweisen, beispielsweise Darstellungen aus Südtirol oder Ansichten des englischen Fischerhafens Polperro an der Küste Cornwalls. Mehrere Studienaufenthalte in Polperro in den nächsten Jahren bis zum Ausbruch des Weltkrieges erbrachten eine größere Zahl von Gemälden mit Motiven des Fischerhafens, der Menschen und der Fischerboote. Auf Ausstellungen mit Goldmedaillen bedacht, verkauften sich Bergens Englische Fischer trotz hoher Preise recht gut. Nach Ausbruch des Weltkriegs wurde Bergen als künstlerischer Mitarbeiter für die Illustrirte Zeitung tätig, für die er nach Wilhelmshaven ging. In der Folgezeit veröffentlichte das Blatt immer wieder Werke von ihm, wobei er vor allem Kampfeinsätze der U-Boot-Flotte im Bild festhielt.

### Maler der Skagerrakschlacht
Bei der Rückkehr der Flotte von der Seeschlacht vor dem Skagerrak war Bergen in Wilhelmshaven. Er sprach als erster Marinemaler mit Besatzungsmitgliedern. Sein Kontakt zu Admiral Hipper, dem Befehlshaber der Aufklärungsschiffe der Hochseeflotte, gab ihm die Möglichkeit, bei Übungen der Flotte mitzufahren, um so die entsprechende Optik für seine Studien zu erhalten. Claus Bergen gilt seitdem als der Maler der Skagerrakschlacht. Weiterhin nahm er als einziger Marinemaler der Zeit an einer Feindfahrt, mit U 53 unter Kapitänleutnant Hans Rose, teil. Seine Bilder des U-Boot-Krieges sind Dokumente einer Epoche des Seekrieges.
Auch nach dem Ersten Weltkrieg erhielt Bergen weiterhin Aufträge. Neben der Jungfernfahrt des Dampfers Columbus, an der er 1919 auf Einladung des Norddeutschen Lloyd teilnahm, gehörten dazu die Ausstattung des erweiterten Deutschen Museums in München mit zwölf monumentalen Gemälden (zwei im Zweiten Weltkrieg zerstört) und die Überführungsfahrt der Motoryacht Amida von Kiel nach New York. Sie brachten ihm finanzielle Unabhängigkeit.

### Motive aus der Luftfahrt
Weil sie im selben Haus in München wohnten, hatten die Brüder Claus und Otto Bergen und Ernst Udet mit anderen Jungen den „Aero-Club München 1909“ gegründet. Otto Bergen fiel als Flieger im Ersten Weltkrieg, während Ernst Udet als Flieger Karriere machte. Claus Bergen hielt immer Kontakt zu seinem Freund „Erni“, der ihm Anfang und Mitte der 1930er Jahre den Weg zu den Spitzen der deutschen Luftfahrtindustrie ebnete. Bald zierten Bergens Gemälde die Repräsentationsbereiche der Flugzeugwerke. Von ihm stammen die einzigen farbigen Darstellungen der Inneneinrichtung des Flugschiffes Dornier Do X.
Bergen war ein frühes Mitglied der NSDAP, der er 1922 beitrat, der neu gegründeten Partei trat er erneut zum 1. Oktober 1932 bei (Mitgliedsnummer 1.343.561). Die Bekanntschaft zu den Oberbefehlshabern der Kriegsmarine Erich Raeder und Karl Dönitz sicherte Bergen die Aufmerksamkeit der Marine bis 1945. Sein Arbeitsstil der großen Formate in Öl auf Leinwand machte die Menge seiner Werke übersichtlich. 13 zeitkonforme Gemälde aus seinem Atelier in Lenggries wurden in den Großen Deutschen Kunstausstellungen in München ausgestellt, darunter 1938 U 53 im Atlantik, 1940 Beschießung der Westerplatte, der polnischen Festung vor Danzig, und Gegen Engelland und 1941 Ran an den Feind.
Im Herbst 1943 bat der Unteroffizier Hanswilly Bernartz, späterer Mitbegründer des Deutschen Schifffahrtsmuseums in Bremerhaven, Claus Bergen um das nochmalige Malen eines Bildes, das bei einem Bombenangriff verbrannt war. Bergen bezweifelte zwar seine Urheberschaft dieses „Bildchens“, aber aus dem ersten Kontakt entstand eine Freundschaft zwischen Mäzen und Künstler. Die hinterlassene Korrespondenz der beiden miteinander dokumentiert Bergens Lebenschaos in den Nachkriegsjahren und die Einflussnahme von Bernartz auf Bergens künstlerische Entwicklung in den 1950er Jahren. In der Endphase des Zweiten Weltkriegs nahm ihn Adolf Hitler im August 1944 in die Gottbegnadeten-Liste der wichtigsten Kunstmaler auf, was ihn vor einem Kriegseinsatz, auch an der Heimatfront, bewahrte.

### Spätes Werk nach dem Zweiten Weltkrieg
Das letzte Gefecht des Schlachtschiffes Bismarck gehört zu den bekanntesten Gemälden Bergens. Die Stiftung der Montanindustrie von 1963 an die Marineschule Mürwik war eines der verschenkten Bergen-Gemälde; es zählt zu einer Reihe, zu dem auch das Atlantikbild an John F. Kennedy gehört. Wenige Tage vor dem Attentat auf Kennedy erreichte das Bild Washington. Monate später bestätigte das Weiße Haus ihm, Kennedy habe das Bild vor seinem Tod noch gesehen. Bergen starb am 4. Oktober 1964 in Lenggries, wo er sich seit 1937 mit seiner Frau Elisabeth geb. Boser niedergelassen hatte, an einer Farbenvergiftung.

## Arbeiten in öffentlichen Sammlungen
60 Gemälde Bergens, aus der Sammlung Bernartz, Köln, befinden sich heute im Deutschen Schifffahrtsmuseum in Bremerhaven; das Wettersteingebirge-Panorama verwahrt die Gemeinde Lenggries; hier befindet sich auch der Nachlass Bergens. Das Gemälde Segelschiff (Wikingerboot) kam in die Bayerische Staatsgemäldesammlungen in München (BStGS, Inv.Nr. 11806). Die Marineschule der Bundeswehr in Flensburg-Mürwik erwarb 1961 U-Boot auf Feindfahrt, 1963 Schlachtschiff „Bismarck“ im Endkampf am 27. Mai 1941. Weitere Arbeiten befinden sich in den Städtischen Museen Nürnberg und Wuppertal. Sechs Bilder für das geplante U-Boot-Ehrenmal in Berlin, ehemals im Münchner Haus der Kunst, wurden 1945 Kriegsbeute der US-Streitkräfte; 1979 wurden sie zum Teil zurückgegeben.

## Archivalien
- Meldeunterlagen (PMB; Claus Bergen): München, Stadtarchiv